# Pixel 6a
Pixel 6a（ピクセル・シックス・エー）は、米Google社が2022年7月28日に発売したスマートフォンである。画面サイズは6.1インチで、有機ELディスプレイを採用している。重量は約178gであり、外カメラが2つ、内カメラが1つそれぞれ搭載されている。また、コンピュータ処理を司るSoCは上位モデルのPixel 6/6 Proと同じものが採用されている。データ保存可能な容量（ストレージ）は128GB、また一時的にデータを保存しておく為の容量（メモリ）は6GBである。